# Graf von Paris (Schiff)
Der Raddampfer Graf von Paris war der erste aus Eisen gebaute Raddampfer einer rheinischen Werft und das neunzehnte Schiff der PRDG (KD).

## Das Schiff
Im Vorschiff des Raddampfers befand sich die Matrosenwohnung mit Aufgang zum Deck, daran anschließend eine kleine Kajüte, ebenfalls mit Treppe zum Deck. Dahinter lag der vordere Güterraum. Der Maschinen- und Kesselraum war mittschiffs angeordnet. Im Achterschiff befanden sich eine große Kajüte, der hintere Laderaum, die Toilette und im Heck der Pavillon. Diese Räume waren über einen Niedergang vom Hauptdeck erreichbar.
Das vordere Hauptdeck hatte einen Mast mit Ladebaum und diente dem Güterumschlag. Im Backbordaufbau über dem Schaufelrad waren die Küche, Kabinen für Kellner, eine Umkleidekabine für Damen und die Konstrukteurskabine untergebracht. Auf der Steuerbordseite befanden sich ein Vorratsraum, eine Toilette, die Steuermannkabine, die Restaurateurkabine und ein Raucherzimmer über dem Schaufelrad.
Das Achterdeck war teilweise mit einem Sonnensegel überdacht und mit einem weiteren Ladebaum ausgerüstet. Am Heck befand sich erhöht der offenen Ruderstuhl. Der Schornstein stand hinter den Räderkästen.

## Geschichte
Nach der Überführungsfahrt von der Werft nach Köln am 4. November 1838 fand am darauffolgenden Tag die Indienststellung unter dem Namen Schiff Nr. 11 statt. Vom 31. Dezember 1838 bis 27. Februar 1839 lag das Schiff in der Werft zur Abarbeitung von Garantieleistungen. Am 27. März wurde eine Festfahrt mit dem russischen Großfürsten-Thronfolger
Alexander Nicolajewitsch von Wiesbaden-Biebrich nach Koblenz durchgeführt, die nach weiteren Übernachtungen in Köln und Düsseldorf am 30. März in Nijmegen endete.
Im April 1839 wurde eine Versuchsfahrt von Mainz nach Basel unternommen, um zu beweisen, dass größere Schiffe mit entsprechender Antriebsleistung diese Strecke ohne Treidelhilfe befahren konnten. Die reine Fahrzeit betrug 25,5 Stunden. Am 1. Mai 1839 wurde der Betrieb auf der Strecke Straßburg-Mannheim zusammen mit dem Schiff Kronprinz von Preußen aufgenommen.
Von Februar bis Mitte März 1840 gab es einen weiteren Werftaufenthalt bei der GHH zur Reparatur der Schaufelräder und zu Verbesserungen in den Kabinen und am Ruderstuhl. Ab November 1840 folgte eine erneute Werftliegezeit bis 2. April 1841. Dabei wurden ein neues, 15,29 m langes Vorschiff angebaut, die Kesselanlage überholt, neue Radkästen angebaut und die Decksplanken über dem Kesselraum erneuert. Außerdem wurden Umbauten der unter Deck befindlichen Räume vorgenommen. Das Schiff war jetzt 49,56 m lang. Am 1. Mai 1841 wurde das Schiff in Straßburg auf den Namen Graf von Paris getauft.
1845 wurde das Schiff zeitweise an die Kölnische Dampf-Schleppschiffahrts-Gesellschaft (DSSG) als Schlepper vermietet und auf dem Waal eingesetzt. Wegen des schlechten Allgemeinzustandes wurde das Schiff 1847 nur noch als Reserveschiff bereitgehalten. Während der Bürgerrevolution 1848/49 wurde die Graf von Paris zeitweise beschlagnahmt und für den Transport von Militärmaterial zwischen Köln und dem Oberrhein eingesetzt und Ende 1848 im Rheinauhafen Köln stillgelegt. Danach erfolgten bis zum Frühjahr 1851 mehrere Werftaufenthalte mit größeren Instandsetzungsarbeiten und danach wieder planmäßiger Fahrtdienst.
1859 wurde das Schiff an die Dampfschiffahrts-Gesellschaft für den Nieder- und Mittelrhein (DGNM), mit der die PRDG 1853 eine Betriebsgemeinschaft gegründet hatte, für 35.000 Thaler verkauft. Während des Deutschen Krieges 1866 war der Dampfer von Mai bis September als Truppen- und Verwundetentransporter am Ober- und Mittelrhein eingesetzt. Danach erfolgte eine Grundüberholung und die Umbenennung in Roland. Von Juli 1873 bis Ende 1874 erfolgte der Einsatz im Linienverkehr zwischen Mannheim und Straßburg.
1880 wurde das Schiff außer Dienst gestellt und zu einem Werkstattschiff umgebaut und ab 1884 als Lagerschiff in Düsseldorf stationiert. Im Mai 1903 wurde die Roland an einen Schrotthändler in Duisburg verkauft und verschrottet.